# Clovis Trouille
Camille Clovis Trouille (* 24. Oktober 1889 in La Fère; † 24. September 1975 in Paris) war ein französischer Maler, Restaurator und Dekorateur von Schaufensterpuppen. Er besuchte die École des Beaux-Arts von 1905 bis 1910.

## Werke
- Sein Militärdienst im Ersten Weltkrieg traumatisierte ihn stark, was er in seinem ersten großen Werk (Erinnerungen) Remembrance (1931) ausdrückte. Das Werk zeigt links ein Paar gespensterhafte Soldaten, die weiße Hasen halten, sowie eine fliegende Schlangenfrau, die eine Handvoll Medaillen wirft. Die Szenerie wird rechts durch einen Kardinal in Frauenkleidern abgerundet.
- Diese Verachtung der Kirche als korrupte Institution war jahrzehntelang Trouilles Inspiration für „bildliche Blasphemien“ wie zum Beispiel Dialog im Carmel (1944) das einen Totenschädel mit einer ornamental gestalteten Dornenkrone zeigt.
- Die Mumie zeigt eine mumifizierte Frau, die von einem Lichtstrahl, der auf eine Büste André Bretons fällt, zum Leben erweckt wird.
- Der Magier (1944) ist ein Selbstporträt, auf dem er eine Gruppe ohnmächtiger Frauen mit einem Schwenker seines Zauberstabes befriedigt.
- Mein Grab (1947) zeigt Trouilles Grab als Brennpunkt von Korruption und Verdorbenheit auf dem Friedhof.
- Trouilles zweites Thema war Sexualität, wie er etwa in Luxus oder die Träumerei des Marquis de Sade (1959) als Porträt von Marquis de Sade, der im Vordergrund vor einer mit diversen Perversionen gespickten Landschaft sitzt.
- Sein Porträt einer liegenden Nackten (die von hinten gezeigt wird) nannte er Oh! Calcutta! Calcutta!, was ein französisches Wortspiel ist: der französische Satz oh quel cul t’as bedeutet etwa „oh welch schönen Hintern du hast“.

## Stil
Nachdem sein Werk auch von Louis Aragon und Salvador Dalí beachtet wurde, bezeichnete André Breton Trouille als Surrealisten. Diese Bezeichnung akzeptierte Trouille
allerdings lediglich, um an Bekanntheit zu gewinnen, da er nie große Sympathien für die surrealistischen Bewegung hegte.
Der einfache Stil und die grellen Farben in Trouilles Werken erinnern an die Werbelithographien aus der ersten Hälfte des 20. Jahrhunderts.